# Tyler Football Club
O Tyler Football Club é um clube americano  de futebol com sede em Tyler, Texas, que joga na National Premier Soccer League (NPSL), o quarto nível da pirâmide de futebol americano . 

## História
O clube foi anunciado como uma franquia de expansão pela National Premier Soccer League em 8 de dezembro de 2016.  O clube é liderado por Christopher Avila, um nativo de Tyler, TX. Após uma temporada decepcionante da NPSL de 2017, com apenas dois pontos, o clube recrutou uma nova equipe técnica para levar o clube ao sucesso na campanha de 2018. 